# The Tone Rebellion
The Tone Rebellion — фантастическая стратегия в реальном времени от компании The Logic Factory. Игра была выпущена в 1997 году компанией Virgin Interactive Entertainment.

## Обзор
Игра является псевдотрёхмерной стратегией в реальном времени с элементами ролевых игр и головоломок. В The Tone Rebellion присутствует общий сюжет, который разворачивается по ходу игры. Игрок является лидером племени Парящих — медузоподобных существ, которые борются за освобождение Тона, жизненной энергии мира Парящих от щупалец злобной силы под названием Левиафан.
Форма и силы существ зависят от их начальных стихий. Эти стихии влияют на Парящих и на Левиафана.
В The Tone Rebellion, присутствует извечная тема борьбы добра и зла: Парящие являются чистыми, невинными, борющимися за добро, тогда как Левиафан олицетворяет бессовестное, жадное и ненавидящее зло. Даже само название, «Левиафан», является библейской ссылкой на огромное, могучее морское существо. Давным-давно, когда Левиафан впервые напал на мирных Парящих, существовал лишь один крупный остров и один вид Парящих. Во время нападения, взрыв Тона разбил остров на множество мелких островов. Из всех Парящих, выжило лишь четыре племени, которые застряли на островах вдалеке друг от друга. Каждое племя посчитало себя единственным выжившим. Со временем, эти племена начали развиваться по-разному, но их целью остаётся победа над Левиафаном и восстановление течения «хорошего» Тона, чтобы воссоздать изначальный остров.

## Геймплей
Как и во многих других 4X-глобальных стратегиях, The Tone Rebellion предоставляет игроку выбор из нескольких рас, или племён. Каждое племя отличается от других своими способностями, постройками и заклинаниями. Хотя племён всего четыре, они достаточно уникальны чтобы игра за каждое племя значительно отличалась от других. Также игроку даётся выбор уровня сложности Левиафана и количества островов.
Игра начинается на родном острове избранного племени. Игроку предоставляется несколько рабочих Парящих и племенной центр. Далее, игрок должен отстроить цивилизацию Парящих, постоянно вступая в схватки с Левиафаном. Игроку необходимо искать артефакты и устанавливать их в определённых местах островов. Кроме артефактов, можно находить ключи для доступа (в виде светового моста, также в определённых местах) на соседний остров. По мере открытия новых островов и создания новых мирных и оборонных построек, Левиафан узнаёт о восстании и посылает всё более крупные и сильные армии чтобы уничтожить Парящих. Битвы происходят в реальном времени.

### Стихии
В игровом мире существует противоборство между четырьмя живыми стихиями: Физическая, Сверхъестественная, Эфирная и Естественная. Каждая стихия влияет и на племена Парящих и на формы Левиафана. Физическая стихия является противоположностью Эфирной, а Сверхъестественная — Естественной. Баланс между стихиями постоянно колеблется, поэтому способности Парящих могут быть сильнее в различных стихиях по мере продвижения игры.
Как и следует ожидать, между всеми стихиями существует иерархия «камень, ножницы, бумага»:
- Физическая доминирует над Сверхъестественной
- Сверхъестественная доминирует над Эфирной
- Эфирная доминирует над Естественной
- Естественная доминирует над Физической

### Племена
В игре существует четыре племени, каждое из которых обладает уникальными оборонными войсками и заклинаниями. Каждое племя ассоциируется с определённым цветом и всегда начинает игру на своём родном острове. Большая часть войск каждого племени принадлежит к одной стихии, кроме одной категории войск, принадлежащих следующей стихии.
- Тарки
  - Цвет: Красный
  - Родной остров: Тарзус
  - Стихия: Физическая
- Зигоны
  - Цвет: Жёлтый
  - Родной остров: Хрустальная пещера
  - Стихия: Сверхъестественная
- Дилы
  - Цвет: Зелёный
  - Родной остров: Пангир
  - Стихия: Естественная
- Цефеи
  - Цвет: Голубой
  - Родной остров: Цефейское море
  - Стихия: Эфирная

### Левиафан
Левиафан создаёт и неподвижных и мобильных существ по мере распространения своего влияния и захвата островов в игре. Неподвижные структуры строятся на тоновых узлах и бассейнах. Их строительство инициируется спорами. Как только споры прибывают на место, то этот бассейн или узел заражается Левиафаном, пульсируя серым цветом.
Заражённые бассейны производят родительные структуры — огромные постройки, создающие споры и нападающих существ. Тип постройки зависит от доминирующей стихии на данном острове:
- Брунтовое болото — Физическая
- Сасповая домна — Сверхъестественная
- Звериный шар — Эфирная
- Древо Творца — Естественная

Заражённые тоновые узлы производят злобную растительность и машины, которые могут быть либо активными либо пассивными. Пассивные структуры (такие как Слепая рука) могут поранить Парящих при непосредственном контакте, тогда как активные структуры (такие как Плазид) могут стрелять в Парящих издалека.
Кроме спор, родительные структуры создают нападающих существ для борьбы с мятежными Парящими. Как и сами структуры, эти существа зачастую зависят от влияния стихий на данный остров. Существует огромная разновидность существ, большинство которых имеют две версии. Например, Надрак является тем же Драком, только с большей выносливостью и усиленной атакой. Избранный уровень сложности определяет тип и количество появляющихся существ.

## Реакция игроков
К сожалению, как и у предыдущей игры компании, «Ascendancy», ИИ игры является довольно слабым, даже на самой высокой сложности. Кроме того, для победы игроку выделяется единственный особый Парящий. Если его не уберечь до конца игры, победа становится невозможной. Несмотря на это, уникальный сюжет и стиль игры отделяют её от других похожих стратегий.